# The Worst Country Song of All Time
The Worst Country Song of All Time (englisch Der schlechteste Country-Song aller Zeiten) ist ein US-amerikanischer Country-Song von Brantley Gilbert, Toby Keith und Hardy. Er erschien am 18. Juni 2021 über Valory Records als erste Single des Albums So Help Me God. 

## Inhalt
The Worst Country Song of All Time ist ein Country-Song, der von Brantley Gilbert, Toby Keith und Michael Wilson Hardy geschrieben wurde. The Worst Country Song of All Time ist 3:20 Minuten lang, wurde in der Tonart G-Dur geschrieben und weist ein Tempo von 147 BPM auf. Produziert wurde das Lied von Will Weatherly, Brantley Gilbert. Brantley Gilbert singt die erste und Hardy die zweite Strophe. Toby Keith singt die Bridge. 
Als Gastmusiker ist der Saxophonist Tyler Summers zu hören. Das Saxophon ist ein für Country-Musik eher untypisches Instrument. In dem Lied werden für Country-Musik typische Klischees aufs Korn genommen, wie zum Beispiel Bier, Honky Tonk, Angeln, Naturstraßen oder die amerikanische Flagge. Dagegen wird das städtische Leben, Verkehrsstaus und Minivans gepriesen.
Kurz vor der Veröffentlichung der Single starteten die drei Sänger als Teaser eine Online-Konversation darüber, welches Lied der schlechteste Country-Song aller Zeiten wäre. Hardy erwähnte daraufhin das Lied Red Solo Cup von Toby Keith. Dieser stimmte ihm zu, meinte aber, dass Hardys Lied Rednecker schlechter wäre. Brantley Gilbert schrieb daraufhin, dass er beide Vorschläge schlagen könne und fügte seinem Post eine Audiodatei bei, die er als schlechtesten Country-Song aller Zeiten beschrieb. Die Single wurde schließlich am 18. Juni 2021 veröffentlicht.

## Musikvideo
Für das Lied wurde ein Musikvideo gedreht, bei dem Brantley Gilbert und der Comic- und Fernsehautor Brian K. Vaughan Regie führten. Das Video erschien am 19. August 2021. Man sieht Brantley Gilbert und Hardy in einer Garage, in der Minivans und Elektroautos stehen. Sie werden dabei von Schauspielern aus dem Konzept gebracht, die Masken tragen und Politiker wie Hillary und Bill Clinton, Joe Biden, Donald Trump, Wladimir Putin, Barack Obama und Kim Jong-un darstellen. 
Die Bill Clinton darstellende Figur spielt das Saxophon-Solo. Toby Keith kommt ins Studio und fragt, was Gilbert und Hardy hier machen würden. Hardy antwortet, dass sie gerade ein Lied schreiben. Toby Keith sagt darauf, dass sie ihn das Lied „reparieren“ lassen sollen.

## Rezeption

### Rezensionen
Rebecca Eckman vom Onlinemagazin The Nash News beschrieb The Worst Country Song of All Time als „Meisterwerk der Satire“. Alles, was man über Country weiß, wird „aus dem Fenster geworfen“. Man sollte sich das Lied aber anhören, weil es solche Lieder „nicht jeden Tag gäbe“. Chris Parton vom Onlinemagazin Sounds Like Nashville schrieb über das Musikvideo, dass hier das „aufs Korn nehmen der Klischees auf ein neues Level gebracht wird“. Kyle Akers vom Onlinemagazin Kyle’s Korner verriss das Lied als „faulen, ignoranten und ausschließenden“ Titel mit einem „aufgewärmten Bro-Country-Sound“ und „schrecklichem Gesang der drei involvierten Sänger“.

### Chartplatzierung
| ChartsChartplatzierungen               | Höchstplatzierung | Wochen |
| -------------------------------------- | ----------------- | ------ |
| Vereinigte Staaten (Billboard Country) | 31 (1 Wo.)        | 1      |